# Миснер, Сьюзан
Сьюзан Миснер (англ. Susan Misner; род. 8 февраля 1971, Патерсон, Нью-Джерси) — американская актриса.

## Жизнь и карьера
Миснер родилась в Патерсоне, штат Нью-Джерси и начала свою карьеру в девяностые. Она получила известность благодаря роли Грейс Дэвисон в дневной мыльной опере «Одна жизнь, чтобы жить» в 1999 году и с тех под сыграла порядка шестидесяти ролей на экране.
Миснер в основном известна благодаря многочисленным второстепенным ролям на телевидении, в таких сериалах как «Сплетница» и «В поле зрения». На большом экране она известна по роли в мюзикле 2002 года «Чикаго», за участие в котором получила Премию Гильдии киноактёров США за лучший актёрский состав. Также она появилась в фильмах «Все говорят, что я люблю тебя» (1996), «Любовь по правилам и без» (2003) и «Забытое» (2004), а в 2013 году имела второстепенные роли в сериалах «Последователи» и «Нэшвилл» (в роли Стейси). После этого она получила регулярную роль в сериале «Американцы».

## Избранная фильмография
| Год       |   | Русское название                    | Оригинальное название             | Роль                      |
| --------- | - | ----------------------------------- | --------------------------------- | ------------------------- |
| 1996      | ф | Все говорят, что я люблю тебя       | Everyone Says I Love You          | танцовщица                |
| 1999      | с | Одна жизнь, чтобы жить              | One Life to Live                  | Грейс Дэвидсон Бьюкенен   |
| 2002      | с | Закон и порядок: Специальный корпус | Law & Order: Special Victims Unit | Ронни Маршалл             |
| 2002      | ф | Чикаго                              | Chicago                           | Лиз                       |
| 2003      | ф | Любовь по правилам и без            | Something’s Gotta Give            | старая возлюбленная Гарри |
| 2004      | ф | Забытое                             | The Forgotten                     | агент Лиза Фрэнкс         |
| 2006      | ф | Мистификация                        | The Hoax                          | Шерри Бергман             |
| 2006      | ф | Две недели                          | Two Weeks                         | Шерри Бергман             |
| 2006—2007 | с | Спаси меня                          | Rescue Me                         | первая одичавшая девушка  |
| 2007      | с | Сплетница                           | Gossip Girl                       | Элисон Хамфри             |
| 2008      | с | Новый Амстердам                     | New Amsterdam                     | Келли Бернетт             |
| 2009      | ф | Таннер Холл                         | Tanner Hall                       | Роксанн                   |
| 2011—2012 | с | В поле зрения                       | Person of Interest                | Джессика Арндт            |
| 2011—2015 | с | Хорошая жена                        | The Good Wife                     | Симон Кэннинг             |
| 2012      | ф | Весенние надежды                    | Hope Springs                      | Дана                      |
| 2013      | с | Последователи                       | The Following                     | Дженни Харди              |
| 2013      | с | Нэшвилл                             | Nashville                         | Стейси                    |
| 2013—2013 | с | Американцы                          | The Americans                     | Сандра Биман              |
| 2015      | ф | Быть Чарли                          | Being Charlie                     | Лизанна Миллс             |
| 2016—2017 | с | Ясновидец                           | Shut Eye                          | доктор Нора Уайт          |
| 2016—2018 | с | Миллиарды                           | Billions                          | Терри Маккью              |
| 2018      | ф | Нация убийц                         | Assassination Nation              | Роуз Мэтерс               |
| 2019      | с | Фосси/Вердон                        | Fosse/Verdon                      | Джоан Маккракен           |
| 2019      | с | Бог меня зафрендил                  | God Friended Me                   | Энни                      |
| 2019      | с | Джек Райан                          | Tom Clancy’s Jack Ryan            | Лиза Калабрезе            |